# Ligocatinus
Ligocatinus is een geslacht van rechtvleugeligen uit de familie sabelsprinkhanen (Tettigoniidae). De wetenschappelijke naam van dit geslacht is voor het eerst geldig gepubliceerd in 1901 door Rehn.

## Soorten
Het geslacht Ligocatinus omvat de volgende soorten:
- Ligocatinus latipennis Saussure & Pictet, 1897
- Ligocatinus longicercatus Brunner von Wattenwyl, 1891
- Ligocatinus minutus Rehn, 1920
- Ligocatinus olivaceus Brunner von Wattenwyl, 1891
- Ligocatinus punctatus Brunner von Wattenwyl, 1878
- Ligocatinus sordidus Rehn, 1920
- Ligocatinus spinatus Brunner von Wattenwyl, 1878